# Kologriv
Kologriv (Russisch: Кологри́в) is een stad en een bestuurlijk centrum in het noordelijke Kologrivski district in de oblast Kostroma in Rusland, op de zuidoever van rivier de Oenzja. 339 kilometer verwijderd van Kostroma, het gelijknamige bestuurlijke centrum van de oblast. De naam van de stad is voor het eerst genoemd in geschriften uit de 16e eeuw. Kologriv heeft stadsrechten sinds 1778.

## Geboren in Kologriv
- Olga Ladyzjenskaja, Russisch wiskundige